# Biserica de lemn din Mesteacănu

Biserica de lemn din Mesteacănu, 1912

Biserica de lemn din Mesteacănu s-a aflat în localitatea omonimă din județul Sălaj și, după cioplitura de pe portal, a fost probabil ridicată în a doua jumătate a secolului 18. Biserica de lemn a funcționat ca biserică parohială până în anul 1940, când a fost înlocuită de o nouă biserică de zid. Gábor Szinte a documentat fotografic târnațul și intrarea în biserica veche de lemn în anul 1912.